# Entartung (Band)
Entartung ist eine deutsche Black-Metal-Band aus Hessen.

## Geschichte

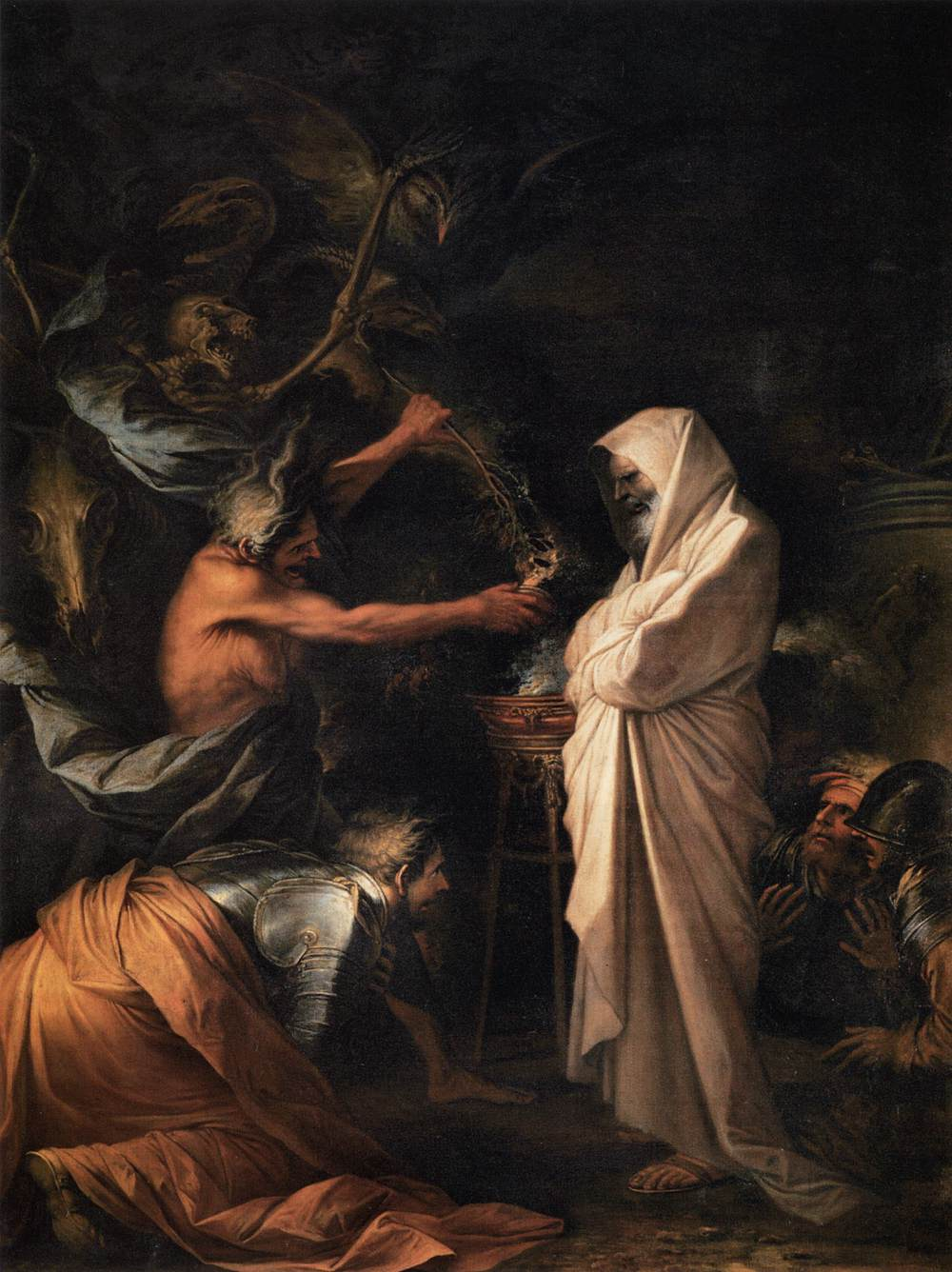
Das Gemälde Salvator Rosas, das zeigt, wie König Saul vor einer Schlacht die Hexe von Endor anruft, ist die Grundlage für das Album-Cover des vierten Werks.

Gegründet wurde die Band 2011 in Limburg an der Lahn von Gitarrist Lykormas. Sänger und Bassist Vulfolaic stieg kurz danach ein und Schlagzeuger Haistulf 2015.
Ohne eine vorhergehende Demoaufnahme erschien das Debütalbum Krypteia 2012 bei dem Musiklabel W.T.C. Productions als CD sowie später als MC bei Worship Tapes. In dieser Label-Kombination wurden nachfolgend auch die Alben Peccata Mortalia (2014) und Baptised Into the Faith of Lust (2017) veröffentlicht. Für das Mixing des dritten Albums zeichnete die Band verantwortlich, das Mastering übernahm Patrick W. Engel im Temple of Disharmony.
Für das vierte Album Maleficae Artes (2020) wechselte die Band für die Formate CD und LP zu Dunkelheit Produktionen, während das Kassettenformat erneut an Worship Tapes lizenziert wurde. Auch hier war Engel wieder an der Produktion beteiligt. Das Album-Cover zeigt eine nachbearbeitete Fassung von Salvator Rosas Gemälde „Der Schatten Samuels erscheint Saul“.
Eigenen Angaben zufolge gehen die Musiker regulären Jobs nach, um so frei von kommerziellen Zwängen den eigenen künstlerischen Absichten folgen zu können. Zudem sind sie in weiteren Bands bzw. Projekten aktiv.

## Stil
In einer Besprechung zum Debütalbum schrieb Daniel Müller von Crossfire Metal, dass die Band „rumpligen, kalten Black Metal alter Prägung“ spiele, wobei speziell der zweite Song an „alte Darkthrone“ erinnere. Für das Zweitwerk Peccata Mortalia nutzte derselbe Autor die Beschreibung „typischer nordisch anmutender Black Metal der alten Schule“, wie er in Norwegen „Mitte der Neunziger“ gespielt wurde: mit schnellen und stellenweise melodischen Gitarren, einem meist hohen, aber auch mal rockigen Tempo und „räudig(em)“ Kreischgesang. Weitere Stilelemente sind gelegentliche Mönchschöre und „im Hintergrund ein dezentes Keyboard“. In seiner Besprechung zum dritten Album 2017 nannte Müller als mögliche Hörer Fans von finnischen Bands wie Horna, Sargeist, Satanic Warmaster und Behexen sowie von Künstlern wie Drowning the Light und Nagelfar. Den Bezug zur finnischen Interpretation von Black Metal und vor allem den Gruppen Sargeist und Satanic Warmaster stellten auch Yves Pilgrims vom niederländischen Onlinemagazin Zware Metalen beim selben Album sowie Marcel Rapp von Powermetal.de bei Maleficae Artes (2020) her. Von Marco Gräff (Hellfire Magazin) wurden zudem Mgła und Uada als stilistische Orientierungspunkte genannt.
Im Zuge eines Interviews zum zweiten Werk gab Sänger Vulfolaic zu Protokoll, dass die Texte u. a. von Joost van den Vondels Lucifer, dem Gilgamesch-Epos sowie den „böseren Aspekte der abrahamitischen Religionen“ inspiriert seien. Zum vierten Album wurde die Band dahingehend zitiert, dass die Texte den „schwärzesten und blutigsten Seiten der Geschichte und Religion gewidmet“ seien.

## Diskografie
- 2012: Krypteia (W.T.C. Productions, Worship Tapes)
- 2014: Peccata Mortalia (W.T.C. Productions, Worship Tapes)
- 2017: Baptised Into the Faith of Lust (W.T.C. Productions, Worship Tapes)
- 2020: Maleficae Artes (Dunkelheit Produktionen, Worship Tapes)